# Гальффи, Ласло
Ласло Гальффи (венг. Gálffi László; род. 16 ноября 1952 года, Будапешт, Венгрия) — венгерский актёр театра и кино.

## Биография и карьера
В 1975 году окончил Академию драмы и кино в Будапеште, где работал преподавателем с 1994 года. Также в 1975 году Ласло начал свою карьеру в кино. До 1999 года играл в Театре комедии. С 2004 года он играет в театре им. Иштван Эркень. С 2008 года является доцентом лингвистики и литературы.
Гальффи сыграл в спектаклях по произведениям следующих известных деятелей: Плавт, Уильям Шекспир, 
Карло Гольдони, Лопе де Вега, Фёдор Достоевский, Артюр Рембо, Антон Чехов, Юджин О’Нил и др.
Ласло Гальффи принял участие в следующих фильмах: «Сердце тирана, или Боккаччо в Венгрии» (реж. Миклош Янчо), «Вишнёвый сад» (по пьесе), «Гамлет» (по пьесе), «Полковник Редль» (реж. Иштван Сабо), «Вальс «Голубой Дунай»» (реж. Миклош Янчо), «Гороскоп Иисуса Христа» (реж. Миклош Янчо), «Вкус солнечного света» (реж. Иштван Сабо), «Белый Бог» (реж. Корнель Мундруцо) и в др.

## Награды
- 1980: «Hegedűs Gyula-emlékgyűrű»
- 1980: «Ajtay Andor-emlékdíj»
- 1984: «Премия имени Мари Ясаи»
- 1990: «Ajtay Andor-emlékdíj»
- 1991: «Ruttkai Éva-emlékdíj»
- 1994: «Mensáros László-díj»
- 1994: «Hekuba-díj»
- 1996: «Hegedűs Gyula-emlékgyűrű»
- 1996: «A Magyar Érdemrend tisztikeresztje»[3]
- 2003: «Magyarország Érdemes Művésze díj»
- 2005: «Súgó Csiga díj»
- 2005: «Bilicsi-díj»
- 2007: «Премия имени Кошута»
- 2013: «Gábor Miklós-díj» и другие награды